# El pobre d'esperit i els altres
El pobre d'esperit i els altres és una comèdia en prosa en dos actes, el primer dividit en dues parts, original de Josep Maria de Sagarra, estrenada la vetlla del 16 d'abril de 1958 al teatre Guimerà de Barcelona.

## Repartiment de l'estrena
- Don Albert: Lluís Orduna.
- Elvira, filla de Don Albert: Maria Matilde Almendros.
- Raquel, filla de Don Albert: Núria Torray.
- Don Gaspar: Lluís Carratalà.
- Cendrós: Miquel Arbós.
- La Tia Remei: Emília Baró.
- Florentina: Berta Cambra.
- Vicenç Estrany: Carles Lloret.
- Direcció: Lluís Orduna.